# Soběsuky
Soběsuky – gmina w Czechach, w powiecie Kromieryż, w kraju zlińskim. Według danych z dnia 1 stycznia 2012 liczyła 364 mieszkańców.
Dzieli się na trzy części:
- Soběsuky
- Milovice
- Skržice